# Achema

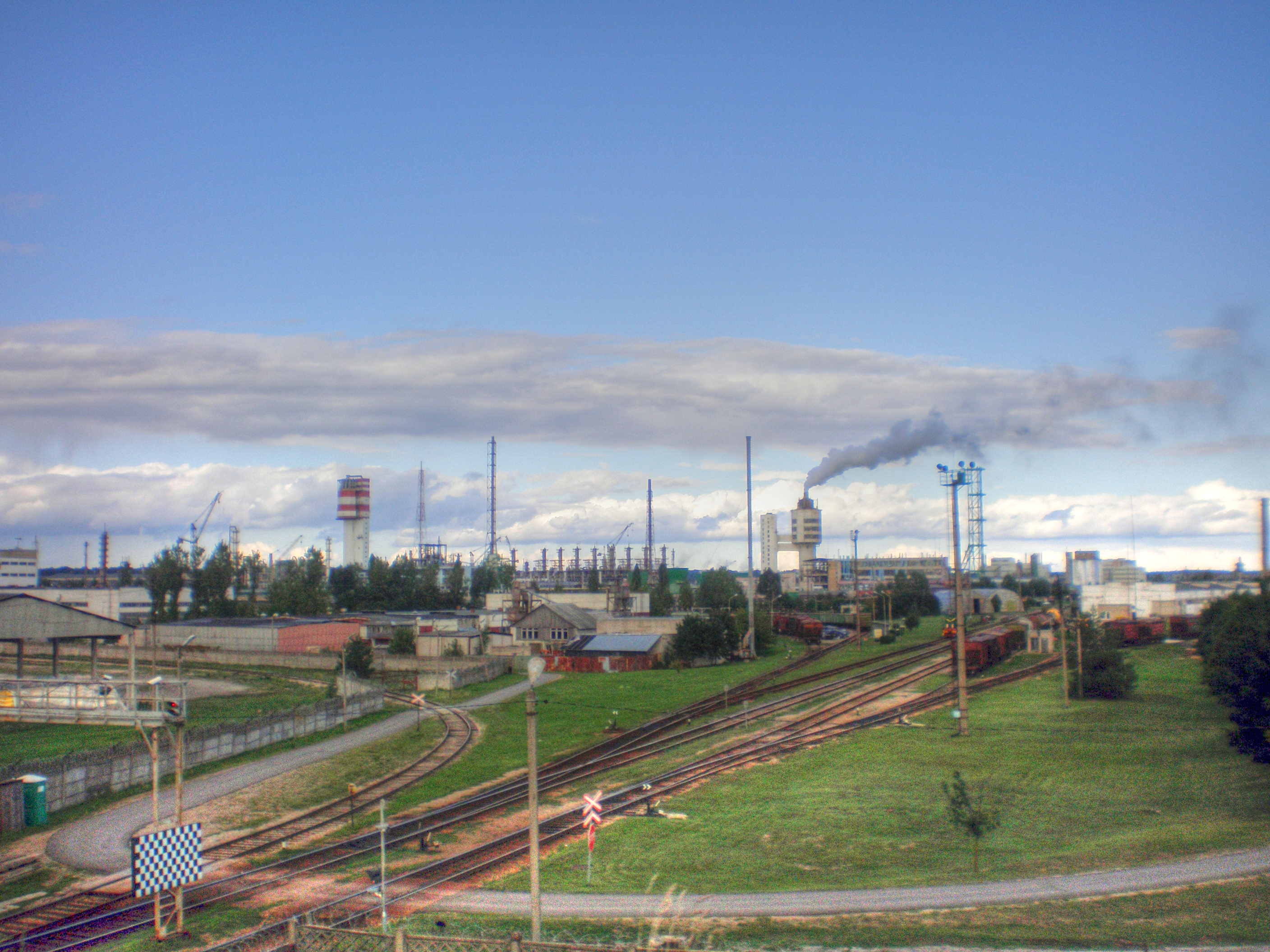
«Achema»

Achema — литовська компанія з виготовлення добрив, найбільша компанія такого роду у Балтійських державах. Штаб-квартира розташована у Йонаві, Литва. 2011 року у компанії працювало близько 1700 людей, які генерували дохід у 2,2 мільярди лит (близько 640 млн. євро) з чистим прибутком 96,3 млн лит (27,9 млн. євро). Головою компанії є виконавчий директор Арунас Лаурінайтіс.

## Історія
Будівництво заводу розпочалось у 1962 році, як державне підприємство Литовської РСР.

## Аварія на заводі
20 березня 1989 року на заводі стався вибух, внаслідок якого 7,500 тон аміаку забруднили навколишнє середовище. Токсична хмара посунула на сусідні міста. Коцентрація аміаку в повітрі у радіусі 10 км перевищувала норму у 150 разів. Внаслідок катастрофи семеро людей загинуло, 29 стали інвалідами та ще більше померли від серцевих хвороб та від ГРЗ.